# Бречевићи
Бречевићи (хрв. Brečevići, итал. Brecovici) су насељено место у општини Тињан, Истарска жупанија, Хрватска.

## Историја
До територијалне реорганизације у Хрватској били су у саставу старе општине Пазин.

## Становништво
У попису становништва из 2011. године, Бречевићи су имали 187 становника.
| Број становника према пописима | Број становника према пописима | Број становника према пописима | Број становника према пописима | Број становника према пописима | Број становника према пописима | Број становника према пописима | Број становника према пописима | Број становника према пописима | Број становника према пописима | Број становника према пописима | Број становника према пописима | Број становника према пописима | Број становника према пописима | Број становника према пописима | Број становника према пописима |
| ------------------------------ | ------------------------------ | ------------------------------ | ------------------------------ | ------------------------------ | ------------------------------ | ------------------------------ | ------------------------------ | ------------------------------ | ------------------------------ | ------------------------------ | ------------------------------ | ------------------------------ | ------------------------------ | ------------------------------ | ------------------------------ |
| 1857                           | 1869                           | 1880                           | 1890                           | 1900                           | 1910                           | 1921                           | 1931                           | 1948                           | 1953                           | 1961                           | 1971                           | 1981                           | 1991                           | 2001                           | 2011                           |
| 0                              | 0                              | 285                            | 327                            | 336                            | 359                            | 0                              | 0                              | 332                            | 311                            | 268                            | 241                            | 230                            | 196                            | 195                            | 187                            |

Напомена: Године 1857, 1869, 1921. и 1931. подаци су садржани у насељу Тињан. Садржи податке за некадашња насеља Банки и Гринтавица која су од 1880. до 1910. и 1948. исказивана као насеља.